# Furtunile solare din august 1972
Furtunile solare din august 1972 au fost o serie de furtuni solare de o putere istorică, cu erupții solare intense până la extreme, particule solare și furtuni geomagnetice la începutul lunii august 1972, în timpul ciclului solar 20. Furtuna a provocat perturbări generalizate ale rețelelor electrice și de comunicații în mari părți ale Americii de Nord, precum și perturbări ale sateliților. La 4 august 1972, furtuna a provocat detonarea accidentală a numeroase mine navale americane în apropiere de Haiphong, Vietnamul de Nord. Timpul de tranzit al ejecției de masă coronală (EMC) de la Soare la Pământ este cel mai rapid înregistrat vreodată.

## Caracteristici solare - terestre

### Regiunea petelor solare
Cea mai semnificativă activitate de erupții solare detectată a avut loc în perioada 2-11 august. Cea mai mare parte a activității solare semnificative a emanat din regiunea activă de pete solare McMath 11976 (MR 11976; regiunile active fiind grupuri de perechi de pete solare). McMath 11976 a fost extraordinar de complex din punct de vedere magnetic. Dimensiunea sa a fost mare, deși nu în mod excepțional. McMath 11976 a produs 67 de erupții solare (dintre care 4 de clasă X) în perioada în care a fost orientată spre Pământ, între 29 iulie și 11 august.